# Byron Lichtenberg
Byron Kurt Lichtenberg (Stroudsburg, Pennsylvania, 19 februari 1948) is een Amerikaans voormalig ruimtevaarder. Lichtenberg’s eerste ruimtevlucht was STS-9 met de spaceshuttle Columbia en vond plaats op 28 november 1983. Tijdens de missie werd wetenschappelijk onderzoek gedaan in de Spacelab module.
In totaal heeft Lichtenberg twee ruimtevluchten op zijn naam staan. In 1992 verliet hij NASA en ging hij als astronaut met pensioen. Hij is een van de oprichters van de Zero Gravity Corporation.